# Ici même
Pour les articles homonymes, voir Ici même (maison d'édition).
Ici même est un roman graphique en noir et blanc de 163 planches en onze chapitres, scénarisé par Jean-Claude Forest et dessiné par Jacques Tardi, prépublié dans (À SUIVRE) en 1978 et édité chez Casterman en 1979.

## Résumé
À Mornemont, Arthur Même vit sur les murs. Dépossédé des terres de sa famille par les habitants, il n'a pu récupérer que les murs, et les portails qu'il ouvre moyennant un droit de passage. Avec l'aide de ses avocats, il compte bien reprendre son héritage, tout en craignant la perfidie de ses voisins désireux de se débarrasser de ce gêneur. 
Plus tard dans le roman, on apprend que son ancêtre lointain avait obtenu le droit de souveraineté sur Mornemont, qui devint alors une « cité-état » indépendante. Apprenant cela, le président de la République en personne vient s'y installer pour fuir les élections qui sont en sa défaveur.

## Personnages
- Arthur Même, jeune homme dégingandé en costume noir et chapeau melon, qui parle tout seul
- L'épicier flottant, en bateau sur le lac, fournisseur d'Arthur
- Julie Maillard, jeune fille accorte et gironde, assez délurée
- Monsieur le Bâtonnier Roubillard, qui s'occupe de l'affaire judiciaire pour le compte d'Arthur Même
- Le président de la République
- Baudricourt, chef de cabinet
- Marcel Maillard, petit frère de Julie
- Quatre-Septembre, organisateur d'orgies et facilitateur
- Le marquis Jean-Marie Dompleix, ancêtre d'Arthur Même
- Maître Paletot, avocat
- Le petit garçon du Bout

## Genèse
Le scénariste Jean-Claude Forest avait commencé à imaginer cette histoire une dizaine d'années auparavant, après la sortie du film Barbarella adapté de sa bande dessinée. « Parmi les autres projets [...] : une sordide histoire normande d'indivision à propos d'un mur qui menace ruine et risque de tuer une vache ou un enfant, me donne l'idée d'un scénario, que j'écris pour le cinéma. Mais cet Ici Même n'ira pas plus loin qu'une demande d'aide au Centre national du cinéma. Tant mieux, je n'aurais peut-être jamais connu Tardi ! »
Il explique dans sa préface que le travail avec Jacques Tardi s'est fait sans discussion sur le scénario, dans une entente parfaite à partir du moment où ils avaient décidé de travailler ensemble sur cette bande dessinée.
Il souligne la liberté dont ils ont bénéficié de la part de la revue : « Au diable le découpage  par épisodes réguliers avec fausse fin, le nombre de pages limité, les héros ou les anti-héros. »

## Publication

### Revue
Ici Même paraît dans la revue (À SUIVRE) du no 1 en février 1978 au no 12 en janvier 1979.

### Albums
La bande dessinée sort en album chez Casterman dans la collection « les romans (A SUIVRE) » en 1979, avec une préface de Jean-Claude Forest. Elle est rééditée en format de poche chez J'ai lu en 1988. L'album grand format reparaît dans la collection « Classiques » de Casterman en 2003 avec une nouvelle couverture, puis en 2006 dans une présentation différente.

### Traductions
L'album est traduit en espagnol par Laertes sous le titre Aquí Même en 1981. Norma Editorial le réédite en novembre 2005 dans la « Colección BN ».
L'album est traduit en anglais par Kim Thompson sous le titre You Are There et publié aux éditions Fantagraphics en 2009.
L'album est traduit en italien par Gabriella Giardino sous le titre Il paese chiuso (« Le pays fermé ») et publié aux éditions L'isola trovata de Bologne en 1980, dans la collection « Le nuvole ».

## Commentaires
Pour le premier numéro de (À SUIVRE), entre onirisme et érotisme, folie et humour noir, poésie et cruauté, cette bande dessinée marque la rencontre entre un dessinateur rigoureux et un scénariste particulièrement imaginatif. 
Le scénariste lui-même prévient les lecteurs et les critiques contre toute lecture idéologique de cet album. Contre une recherche absolue de sens, il privilégie le règne du hasard et de l'absurde que l'histoire d'Ici Même met en scène.

## Réception et postérité

### Prix et récompenses
- 1980 : Prix du meilleur scénariste au festival d'Angoulême

### Adaptations
La bande dessinée fit l'objet d'une adaptation au théâtre par la Compagnie Théâtre en kit à Nancy en 1985, puis par la compagnie Abribus à Grenoble en 2001.